# Delphinium gracile
Delphinium gracile är en ranunkelväxtart som beskrevs av Dc.. Delphinium gracile ingår i släktet storriddarsporrar, och familjen ranunkelväxter. Inga underarter finns listade i Catalogue of Life.

## Bildgalleri

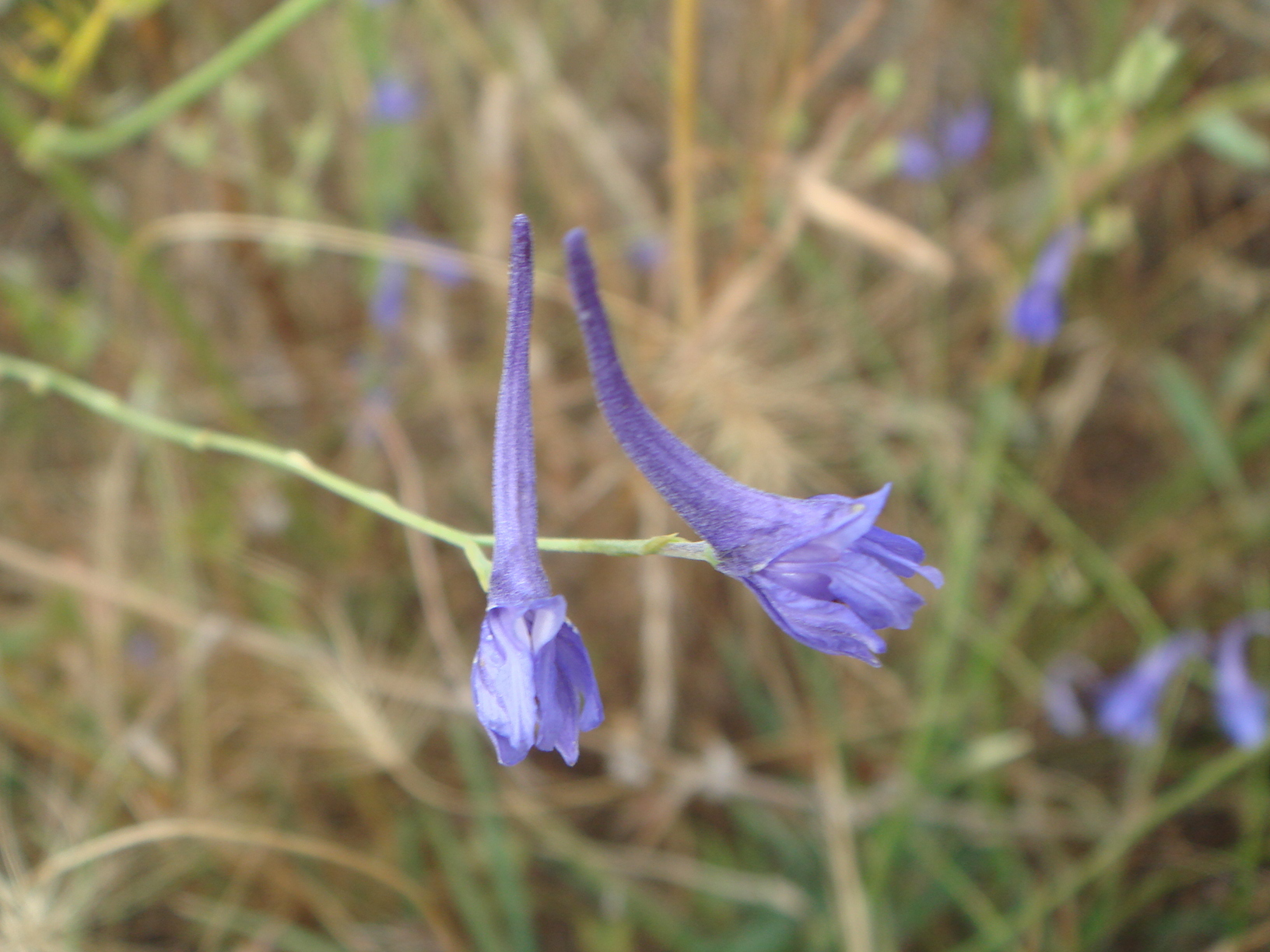